# Фаррель
Фаррель (нем. Varrel) — община в Германии, в земле Нижняя Саксония.
Входит в состав района Дипхольц. Подчиняется управлению Кирхдорф. Население составляет 1337 человек (на 31 декабря 2010 года). Занимает площадь 43,83 км².
Коммуна подразделяется на 3 сельских округа.
| Год  | Население |
| ---- | --------- |
| 1990 | 1417      |
| 1995 | 1439      |
| 2000 | 1426      |
| 2005 | 1366      |
| 2010 | 1348      |